# Кардифф Девилз
«Кардифф Девилз» (англ. Cardiff Devils — «Кардиффские дьяволы») — хоккейный клуб из города Кардифф, Уэльс. Выступает в Британской элитной хоккейной лиге. Домашней ареной клуба является «Ледовая Арена Уэльс» (3088 зрителей).

## История

### Начало
Клуб был организован в 1986 году, когда в центре Кардиффа был построен Национальный ледовый стадион Уэльса. Команда была сформирована благодаря сотрудничеству хозяев катка, Sports Nationwide и канадского хоккеиста Джоном Лоулессом.
При создании команды были опасения, сможет ли такой экзотический для Уэльса вид спорта как хоккей с шайбой получить хотя бы какой-то зрительский успех. Однако, первые же выступления команды показали, что зрители стали с удовольствием посещать игры команды и под завязку заполнять пусть и относительно небольшой (2500 мест) стадион в Кардиффе.
Свои выступления команда начала в сезоне 1986-87 во втором дивизионе Британской хоккейной лиги, но уже в следующем сезоне поднялась на ступень выше — в первый дивизион. Здесь она так же не задержалась надолго и уже в сезоне 1989-90 поднялась в высший дивизион лиги. И в первом же своем сезоне в высшем дивизионе Дьяволы победили и в регулярном чемпионате и в плей-офф. В БХЛ клуб играл до конца её существования в 1996 году и трижды становился её победителем (сезоны 89/90, 92/93, 93/94).

### 1996—2003
С 1996 по 2001 год Дьяволы выступали в Британской хоккейной Суперлиге, заменившей Британскую хоккейную лигу в качестве ведущей хоккейной лиги Британии. Команда однажды стала победителем регулярного чемпионата (1996-97) и однажды выиграла плей-офф (1998-99).
В 2001 году в клуб приходят трудные времена — команда разоряется и переходит к новым владельцам. В связи с тяжелым финансовым положением команду покидают практически все ведущие игроки, сам же клуб переходит в Британскую национальную лигу, вторую по силе в Британии. Здесь команда проводит три сезона, и уже в 2003 вступает во вновь образованную Британскую элитную хоккейную лигу.

### BEHL
С начала выступления в лиге Дьяволы не добились значительных успехов. Лучшее достижение за время участия в лиге — выход в финал плей-офф сезона 2006-07, в котором команда уступила Нотингем Пантерс. Однако, в актив себе команда может занести победу в менее престижных турнирах: Кубке вызова (англ. Challenge Cup) в сезоне 2005-06 и Нокаут-кубке (англ. British Knockout Cup) в сезоне 2006-07.

## Стадион
С 1986 по 2006 год домашним стадионом дьяволов был Национальный ледовый стадион Уэльса (англ. Wales National Ice Rink), вмещавший 2500 зрителей. Однако, в 2006 году стадион был снесен в рамках строительства в центре Кардиффа нового торгового центра. В настоящий момент клуб как домашнюю арену использует временный каток Кардифф Арена на 2500 зрителей. На временной арене команда будет выступать до момента постройки новой арены вместимостью 4000 мест.

## Зарезервированные номера
- 7 Doug McEwen
- 9 John Lawless
- 14 Brian Dickson
- 19 Steve Moria
- 35 Shannon Hope